# Trubki
Trubki (ukr. Трубки) – wieś na Ukrainie w rejonie włodzimierskim obwodu wołyńskiego.

## Historia
Trubki były gniazdem rodowym książąt Trubeckich.
Do 2020 w rejonie iwanickim.